# Johann Friedrich Joseph Haack
Johann Friedrich Joseph Haack, auch Johann Friedrich Joseph Hack (* vor 1693 in Würzburg; † nach 1703) war ein deutscher Mediziner, Stadtarzt in Fulda und Mitglied der Gelehrtenakademie „Leopoldina“.
Johann Friedrich Joseph Haack war Leibarzt des Fürsten und Physikus der Stadt Fulda. Seine Wirkungsdaten sind für die Zeitspanne zwischen 1693 und 1703 belegt.
Am 12. Februar 1693 wurde Johann Friedrich Joseph Haack mit dem Beinamen ARCHIGENES I. als Mitglied (Matrikel-Nr. 197) in die Leopoldina aufgenommen.

## Veröffentlichung
- Kurtze doch gründliche Beschreibung Deß Preyßwürdigen Kissinger Sauerbronns Hertzogthumbs Francken. Zeiler, Fulda 1696 Digitalisat
- Neuer sittlicher Hippocrates. 1703 Digitalisat